# جيمس ستيفنز (سياسي أمريكي، مواليد 1768)
جيمس ستيفنز (بالإنجليزية: James Stevens)‏ هو قاضي ومحامي وسياسي أمريكي، ولد في 4 يوليو 1768 في نيو كانان في الولايات المتحدة، وتوفي في 4 أبريل 1835 في ستامفورد في الولايات المتحدة. انتخب عضو مجلس النواب الأمريكي.

## وصلات خارجية
- جيمس ستيفنز على موقع الموسوعة البريطانية (الإنجليزية)